# 2,3,6-三氯吡啶
2,3,6-三氯吡啶是一种有机化合物，化学式为C5H2Cl3N。它可由吡啶或吡啶盐酸盐的氯化，或五氯吡啶的还原制得。在催化下，它可以被氢气还原为2,3-二氯吡啶。它和氟化铯在二甲基亚砜中加热反应，可以得到2,6-二氟-3-氯吡啶。